# Bitwa o Sankt Vith
Bitwa o Sankt Vith – bitwa stoczona pomiędzy wojskami niemieckimi i amerykańskimi w rejonie belgijskiego miasta Sankt Vith podczas ofensywy w Ardenach w czasie II wojny światowej.
Miasto Sankt Vith, ważny węzeł drogowy, znajdowało się blisko granicy między 5 Armią a 6 Armią Pancerną Seppa Dietricha, dwoma najsilniejszymi jednostkami biorącymi udział w ofensywie ardeńskiej. Miasto znajdowało się także blisko zachodniego krańca luki Losheim, strategicznie położonej doliny prowadzącej pomiędzy gęsto zalesionymi grzbietami lasu ardeńskiego i osi całej niemieckiej ofensywy. Przeciwko atakującym stanęły jednostki amerykańskiego VIII Korpusu. Obrońcy byli skupieni wokół sił 7 Dywizji Pancernej i obejmowali także 424 Pułk Piechoty ze 106 Dywizji Piechoty, elementy 9 Dywizji Pancernej i 112 Pułk Piechoty z 28 Dywizji Piechoty. Jednostki te, które działały pod dowództwem gen. Roberta Hasbroucka (7 Dywizja Pancerna) i Alana Jonesa (106 Dywizja Piechoty), skutecznie oparły się atakom niemieckim, tym samym znacznie spowalniając ofensywę nieprzyjaciela.
Na rozkaz feldmarsz. Bernarda Montgomery'ego gen. Bruce Clarke, dowódca Grupy Bojowej B 7 Dywizji Pancernej, zrezygnował z dalszej obrony Sankt Vith 21 grudnia 1944 r.; oddziały amerykańskie wycofały się na pozycje wspierane przez 82 Dywizję Powietrznodesantową na zachodzie, stanowiąc skuteczną przeszkodę dla dalszego ataku Niemców. Do 23 grudnia, kiedy Niemcy rozbili swoje flanki, pozycja obrońców stała się nie do utrzymania, a żołnierze amerykańscy zostali zmuszeni do wycofania się na zachód od rzeki Salm. W sytuacji, gdy niemiecki plan przewidywał zajęcie Sankt Vith do godz. 18:00 17 grudnia, przedłużające się działania w jego obrębie i wokół miasta stanowiły poważnego opóźnienie w ich harmonogramie.

## Tło sytuacyjne

### Przygotowania niemieckie: od 15 września do 16 grudnia 1944 r.

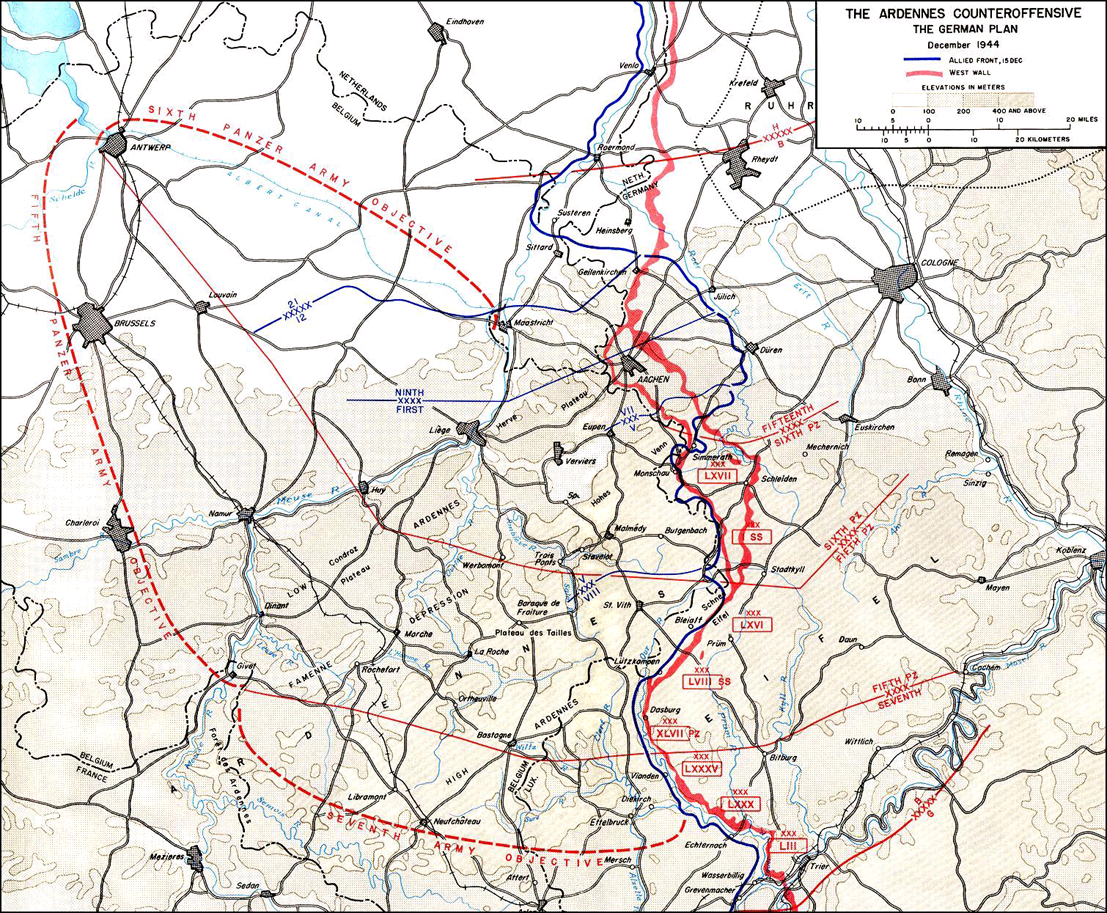
Niemiecki plan zajęcia Sankt Vith przez niemiecki LXVI Korpus

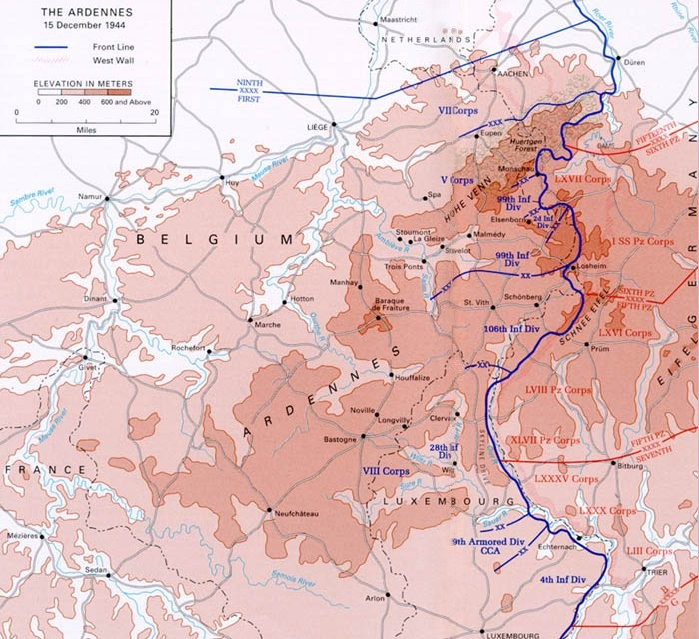
Linia frontu w Ardenach tuż przed rozpoczęciem niemieckiej kontrofensywy, 15 grudnia 1944 r.

Adolf Hitler, przywódca III Rzeszy, po raz pierwszy nakreślił swój plan zdecydowanej kontrofensywy na froncie zachodnim 16 września 1944 r. Celem tego ataku było przełamania słabo obsadzonych linii amerykańskiej 1 Armii między Monschau i Wasserbillig siłami Grupy Armii B feldmarsz. Walthera Modela, przeprawienie się przez Mozę pomiędzy Liège i Dinant, odbicie Antwerpii i zachodniego brzegu ujścia rzeki Skaldy. Cele kontrofensywy były zarówno wojskowe, jak i polityczne. Hitler twierdził, że sojusz między Wielką Brytanią a Stanami Zjednoczonymi w Europie Zachodniej był nienaturalny, a zatem kruchy i rozpadłby się, gdyby wbić klin pomiędzy siły amerykańskie i brytyjskie. Niemcy mogliby następnie zawrzeć oddzielny pokój z zachodnimi aliantami i skoncentrować swoje armie na walce przeciwko Związkowi Sowieckiemuu.
W miesiącach następujących po pierwszym ogłoszeniu planu, Hitler zbierał w tajemnicy rezerwy na swój plan, zdając sobie sprawę, że taka ofensywa nie odniesie sukcesu, jeśli nie będzie całkowitym zaskoczeniem. Wybranym dowódcą frontu zachodniego i figurantem, za którym gromadziły się nowe armie, był feldmarszałek Gerd von Rundstedt, cieszący się znakomitą reputacją i szacunkiem. Pod jego autorytetem odtworzono Grupę Armii B, składającą się z trzech armii: 6 Armii Pancernej SS, 5 Armii Pancernej i 7 Armii. Te siły miały poprowadzić uderzenie na zachód przez Ardeny w powtórce wielkiej zachodniej ofensywy z 1940 roku, rozdzielając armie Sprzymierzonych. 6 Armia Pancerna SS byłaby silnym prawym ramieniem ofensywy na północnej flance i miała za zadanie przekroczyć grzbiet Elsenborn na najkrótszej drodze do Antwerpii. 5 Armia Pancerna miała wspierać lewą flankę 6 Armii Pancernej, a mniej mobilna 7 Armia blokować ataki na flankach skierowane przeciwko lewemu skrzydłu atakujących armii.
Na centralnym odcinku nowej, wielkiej ofensywy znalazła się 5 Armia Pancerna. Nie była ona ani tak uprzywilejowana politycznie, ani tak dobrze wyposażona, jak 6 Armia Pancerna SS. Jednakże 5 Armia miała tę przewagę, ponieważ była pod dowództwem gen. Hasso von Manteuffela, który jawił się ekspert w wojnie zmechanizowanej znanej z frontu wschodniego. Manteuffel był znany ze skrupulatnego planowania i śmiałości w dzianiu, a także zdolności do samodzielnego myślenia, które w przeszłości prowadziło czasami do problemów z jego przełożonymi. Wciąż zachował wystarczająco dobrą reputację, aby powierzono mu ważną rolę wspierającą w wielkim planie, a jego 5 Armia Pancerna wciąż reprezentowała znaczną siłę mobilną. Cztery dywizje pancerne i jedna brygada pancerna były wspierane przez pięć dywizji grenadierów ludowych oraz liczne jednostki artyleryjskie, przeciwlotnicze i rakietowe.
Poinformowany o charakterze nowej ofensywy na spotkaniu z Hitlerem, von Rundstedtem i Modelem 27 października 1944 r., Manteuffel przystąpił do wywierania swojego osobistego piętna na wielkim planie. Początkowo popierał próbę Modela i Rundstedta, aby zawęzić zakres operacji adekwatnie do środków, jakimi dysponowała Grupa Armii B. Ofensywa z 1944 r. nie mogła dorównać sile inwazji na Zachód sprzed czterech lat. Brakowało pojazdów, a tym bardziej samolotów. Dlatego Manteuffel poparł coś, co nazwano „małym rozwiązaniem”, ograniczoną osłoną, która zniszczyłaby amerykańską 1 i 9 Armię. Manteuffel określił ten plan ze swojego zamiłowania do brydża jako „szlemik”, w przeciwieństwie do planu „szlema” Hitlera, dotyczącego odbicia Antwerpii. Jednak führer nie chciał jednak słyszeć o żadnym ograniczaniu swoich planów, więc Antwerpia pozostała oficjalnym celem ofensywy, a Manteuffel musiał zadowolić się drobnymi zmianami taktycznymi.
Dokonując rozmieszczenia swoich sił wzdłuż zachodniej ściany przeciwległej do linii amerykańskich, Manteuffel przeprowadził szeroko zakrojone rozpoznanie pozycji nieprzyjaciela na froncie niemieckiej 5 Armii Pancernej. Na podstawie tych obserwacji, wykonanych w mundurze pułkownika piechoty, Manteuffel zasugerował pewne zmiany w planie ataku. Polegały one na ograniczeniu lub wyeliminowaniu ostrzału artyleryjskiego w obszarach, gdzie siły amerykańskie miały zwyczaj wycofywać się na noc, lub gdzie były tak rozmieszczone, że pozwalały żołnierzom niemieckim zbliżyć się do nich w nocy przed atakiem. Zasugerował także użycie reflektorów odbijających światło od chmur, aby oświetlić drogę w zimowej ciemności poprzedzającej świt. Hitler zgodził się na te zmiany
Planując rzeczywisty atak, Manteuffel podzielił swoją 5 Armię Pancerną na trzy korpusy złożone z piechoty, czołgów i wspierającej artylerii. Środek ciężkości, czyli schwerpunkt, składałby się z  XLVII Korpusu Pancernego i LVIII Korpusu Pancernego posuwających się na zachód przez rzekę Our w Ouren z południa lub lewej flanki frontu armii niemieckiej. Następnie mieli zająć centrum komunikacyjne regionu, Bastogne, zanim przekroczą rzekę Muozę w Namur. Trzecia grupa, Korpus LXVI, miała w tym czasie posunąć się na zachód po obu stronach Schnee Eifel. Ten najbardziej wysunięty na północ lub prawy element flankowałby i zaczął otaczać siły amerykańskie zajmujące Sankt Vith pierwszego dnia ataku. LXVI Korpus był najsłabszym ze wszystkich trzech korpusów, bez dywizji pancernej ani transportu silnikowego, ale zawierał dołączony batalion dział pancernych. Dywizja Panzer Lehr i Führerbegleitbrigade (Brygada Eskortowa Führera) miały być trzymane w rezerwie, a tej ostatniej można było użyć tylko za wyraźną zgodą Modela. Preferencja Manteuffela dla „szlemika” znalazła odzwierciedlenie w braku planowania jakichkolwiek posunięć po dotarciu do Mozy.
LXVI Korpus składał się z dwóch dywizji Grenadierów Ludowych. Z tych dwóch 18 Dywizja Grenadierów Ludowych była na tym obszarze najdłużej, bo od października i składała się w przeważającej części z dywizji polowej Luftwaffe z dodatkowymi spieszonymi marynarzami Kriegsmarine. Oddział dowodzony przez płk Hoffmana-Schonborna został utworzony w okupowanej Danii we wrześniu tego roku. 62 Dywizja Grenadierów Ludowych pod dowództwem płk. Friedricha Kittla została utworzona z pozostałości 62 Dywizji Piechoty, zniszczonej na froncie wschodnim, uzupełnionej przez Czechów i Polaków przymusowo wcielonych do armii niemieckiej, z których większość nie znała języka niemieckiego. Gen. Walther Lucht, dowódca LXVI Korpusu, uważał 18 Dywizję Grenadierów Ludowych za bardziej wiarygodną ze względu na jej znajomość lokalnego terenu i etniczny skład niemiecki. Z tego powodu zaufał jej, wyznaczając ją do najbardziej złożonych elementów planu i przydzielając więcej sprzętu transportowego.
18 Dywizja Grenadierów Ludowych miała zatem odgrywać główną rolę w szeregu posunięć, przeprowadzonych aby odciąć jednostki zajmujące pozycje na pierwszej linii amerykańskiego frontu i doprowadzić do ostatecznej konwergencji 18 i 62 Dywizji w Sankt Vith. Manteuffel wyjaśnił również, że postęp LXVI Korpusu będzie zależał od tego, co Niemcy nazywali Stoßtrupptaktik (taktyka przenikania). Ten system ataku opierał się na specjalnych zespołach uderzeniowych liczących do 80 ludzi, którzy wykorzystali trudny teren Ardenów, aby ominąć umocnione punkty i przejąć kluczowe mosty, skrzyżowania i wzniesienia. Manteuffel utworzył również specjalny zmechanizowany batalion inżynieryjny, wykorzystujący pojazdy półgąsienicowe i samobieżne działa szturmowe do usuwania blokad i umożliwiania szybkich ataków z flanki.

### Rozmieszczenie sił amerykańskich i fortyfikacje: od 24 października do 15 grudnia 1944 r.
Podczas gdy LXVI Korpus Manteuffela zbierał się do wyprawy na zachód, amerykańska 1 Armia przygotowywała własny atak. Aby dostać się do Niemiec, amerykańskie naczelne dowództwo zdało sobie sprawę, że będzie musiało kontrolować zapory regulujące przepływ wody w rzece Roer. Atak na tamy przeprowadziła 2 Dywizja Piechoty. Ta bardzo doświadczona jednostka walczyła w całej Europie Zachodniej, od Normandii po Schnee Eifel. W grudniu 1944 r. zajmowała ufortyfikowane pozycje na grzbiecie Eifel. Aby móc przenieść 2 Dywizję Piechoty do ataku, jej miejsce w linii obronnej miała zająć nowo przybyła 106 Dywizja Piechoty.
106 Dywizja rozpoczęła luzowanie 2 Dywizji Piechoty w rejonie Sankt Vith i Schnee Eifel w dniu 10 grudnia 1944 r. Pomimo życzeń gen. Waltera Robertsona, dowódcy 2 Dywizji, 106 Dywizja również miała zostać wysłana do ataku na wschód, z większością sił odizolowanych na Schnee Eifel. Ponadto, aby nie ostrzegać Niemców o zmianach w linii, 106-ta nie mogła przynieść żadnego ciężkiego sprzętu i musiała polegać na sprzęcie pozostawionym przez 2 Dywizję. 106 Dywizja wyszła gorzej na tej umowie, ponieważ 2-ga musiałaby pozostawić dodatkowy sprzęt komunikacyjny, broń i pojazdy, dla których 106-ta nie miała odpowiednika, dlatego wbrew postanowieniom 2-ga zebrała ze sobą większość sprzętu. 106 Dywizja również doznała znacznych zmian personalnych, ponieważ 60 proc. jej siły wykorzystano na zrekompensowanie wyższych niż oczekiwano strat w innych jednostkach. Ubytek stanów dywizji zrekompensowano przez żołnierzy oddelegowanych z rozwiązanych małych jednostek, naprędce przeszkolonych kadetów jednostek powietrznych i dywizji, których nie wysłano jako całość do Europy. Zakłócenia w organizacji, szkoleniu i wyposażeniu spowodowały, że dywizja ta była stosunkowo nieskuteczna jako jednostka bojowa. Amerykańskie naczelne dowództwo wierzyło jednak, że statyczny charakter obszaru Ardenów da 106-tej czas na skorygowanie braków.
106 Dywizja Piechoty rozstawiła jednostki wspierające na swoich flankach i w obszarze luki Losheim na północy. Po wielu prośbach gen. Robertsona, przeniesiono w ten obszar kwaterę główną 14 Grupy Kawalerii Pancernej pod dowództwem płk. Marka Devine'a Jr. Wsparcie dla niej był 820. batalion niszczycieli czołgów z dwunastoma holowanymi działami przeciwpancernymi M5 kal. 75 mm oraz 275. batalionem artylerii pancernej z 18 samobieżnymi haubicami M7 Priest. Grupa sztabowa przyprowadziła ze sobą również drugi szwadron kawalerii pancernej, aby osłonić lukę Losheim, która znajdowała się na lewej flance 106 Dywizji. Podczas gdy dwa szwadrony kawalerii, 14. i 18., nie reprezentowały dużej siły ognia, umocniły się na pozycjach w małych wioskach w okolicy. To przekształciło ich obronę w szereg izolowanych punktów umocnionych strzegących dostępu do skrzyżowań. Większość wspierającej siły ognia pochodziła od gen. Middletona, dowódcy amerykańskiego VIII Korpusu, który zorganizował osiem z jego trzynastu rezerwowych batalionów artyleryjskich w celu wsparcia obszaru Schnee Eifel i luki Losheim, centralnego obszaru jego linii frontu. Pod koniec października 9 Dywizja Pancerna została również dołączona do VIII Korpusu jako rezerwa, a część dywizji przesunięto w górę, aby wesprzeć atak 2 Dywizji Piechoty na tamy rzeki Roer.

## Bitwa

### Manewr okrążający Schnee Eifel

Schemat pierwszego dnia ataku niemieckiego LXVI Korpusu. W najdlaszym punkcie niemiecki atak pokonał około 8 km

Nieco przed godz. 5:30 rano w sobotę 16 grudnia 1944 r. selektywny ostrzał artyleryjski zaczął spadać na pozycje 106 Dywizji Piechoty na Schee Eifel, przenosząc się później stopniowo w stronę do kwatery głównej w Sankt Vith. Atak ten nie wyrządził większych szkód żołnierzom ani fortyfikacjom, ale przeciął większość przewodów telefonicznych wykorzystywanych przez armię amerykańską do komunikacji. Niemcy użyli także zagłuszania radiowego, które utrudniało komunikację bezprzewodową. Spowodowało to rozbicie obrony na pojedyncze pozycje i brak możliwości informowania własnego korpusu czy armii o tym, co się dzieje na linii frontu. Najważniejszym aspektem ostrzału było jednak to, że w wielu miejscach nie spadł. Wsie na lewej flance na północ od Schnee Eifel nie zostały nawet draśnięte. Tutaj Manteuffel znalazł nieobronioną lukę biegnącą pomiędzy miejscowościami Weckerath i Kobscheid. W szczelinę tą wmaszerowała 18 Dywizja Grenadierów Ludowych, która ominęła bronione wioski i skierowała się do Auw, zanim rozpoczęło się ogólne bombardowanie. Ruch ten zbiegł się z południowym uderzeniem 18 Dywizji wokół prawej flanki Schnee Eifel przez Bleialaf do Schoenberg, aby otoczyć pozycje amerykańskie na wzniesieniu. Ten podwójny manewr okrążający był całkowitym zaskoczeniem dla sił amerykańskich w wyniku niepowodzenia działań wywiadu na poziomie 1 Armii. Naczelne dowództwo nie zauważyło przygotowania sił niemieckich do ofensywy i nie przygotowało się, aby sobie z tym poradzić. Spowodowało to paraliżujący brak świadomości sytuacyjnej przez siły obronne stojące przed Sankt Vith. Amerykańskie dowództwo na tyłach miało trudności z porzuceniem własnej planowanej ofensywy w reakcji na nieoczekiwany atak niemiecki. Zbyt wolno zareagowali pierwszego dnia na atak LXVI Korpusu, oddając inicjatywę atakującym i mnożąc ponoszone straty.
Po pierwszym uderzeniu artyleryjskim zapalono reflektory za linią niemiecką, co odbijało światło od chmur i oświetlało linię natarcia. Idąc dalej ze światłem, 62 Dywizja Grenadierów Pancernych ruszyła przez Elgelscheid w kierunku Winterspelt. Ten ruch, w połączeniu z przejściem południowej kolumny 18 Dywizji Grenadierów Ludowych przez Grosslangenfeld miało doprowadzić do spotkania z 62 Dywizją na Winterspelt i połączenia się w celu zdobycia wspólnymi siłami Steinebrück z mostem nad rzeką Our. Zdobycie Schoenbergu (9,5 km na wschód od Sankt Vith), również z mostem nad Our oraz wzięcie Steinebruck miało umożliwić LXVI Korpusowi okrążenie samego Sankt Vith. Jedyną znaczącą przeszkodą w niemieckim ataku było Kobscheid, gdzie 18. szwadron rozpoznania kawalerii pancernej okrążył wioskę drutem kolczastym i okopał karabiny maszynowe wymontowane ze swoich samochodów pancernych. Amerykanie utrzymywali wioskę przez jeden dzień; po zmroku zniszczyli pojazdy i porzucili pozycje, wycofując się do Sankt Vith. W innych wioskach żołnierze kawalerii pancernej zostali zmuszeni do odwrotu wcześniej w ciągu dnia, aby uniknąć odcięcia od reszty sił i otoczenia. Szwadron został skierowany przez płk. Devine'a do zajęcia pozycji na nowej linii obrony wzdłuż grzbietu biegnącego od Manderfeld do Andler, po północnej stronie rzeki Our.

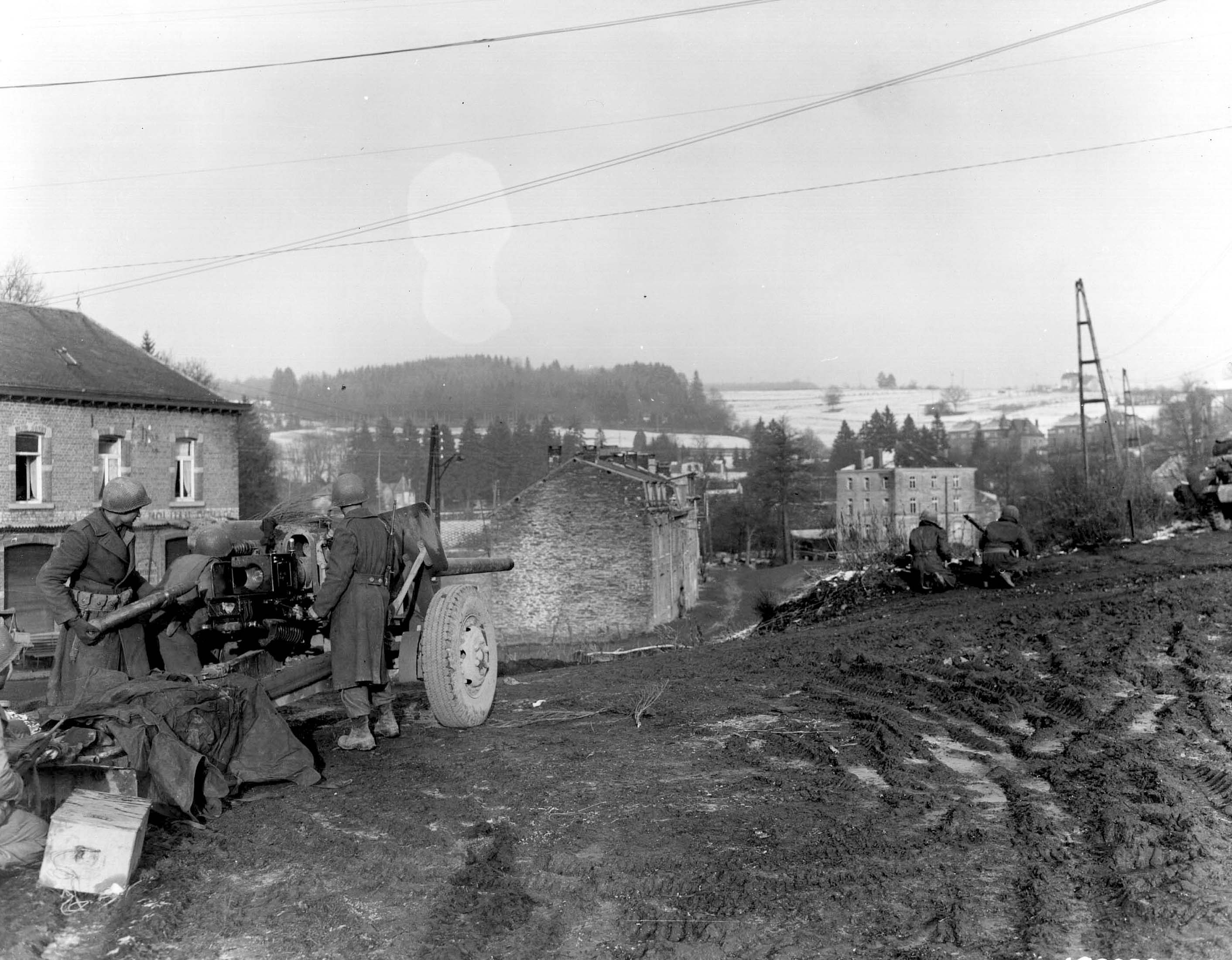
Amerykańskie działa przeciwpancerne M5 niedaleko Vielsalm, 23 grudnia 1944 r.

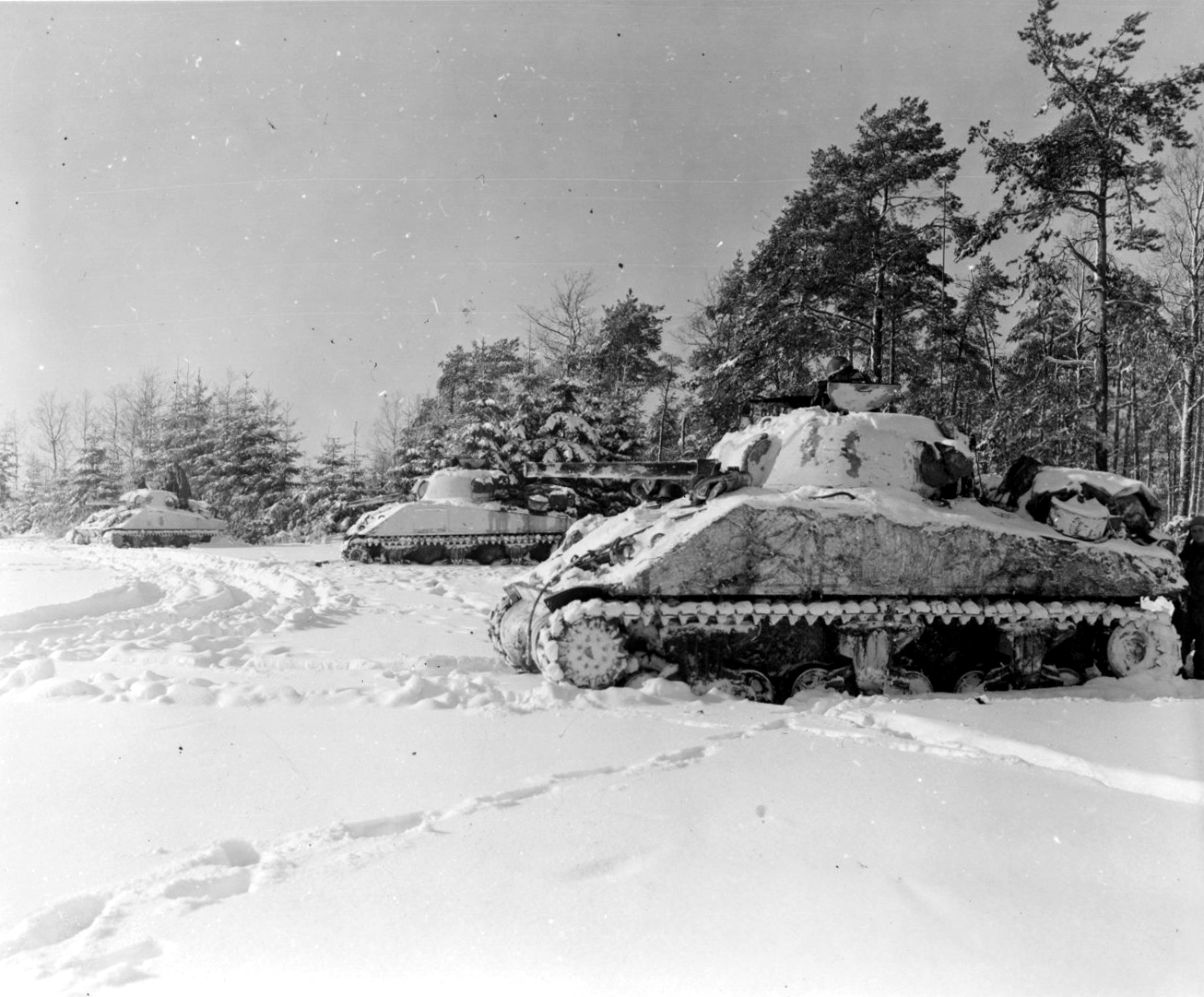
Amerykańskie czołgi M4 Sherman na pozycjach obronynych niedaleko Sankt Vith

Pod koniec pierwszego dnia ofensywy grenadiery ludowi z LXVI Korpusu nie dotarli do Sankt Vith ani nawet do najważniejszych mostów na rzece Our w Schoenbergu i Steinebruck. umocnione punkty amerykańskiej obrony w wioskach utworzone przez grupy kawalerii pancernej i wspierane przez ostrzał artyleryjski zarówno z rezerwy VIII Korpusu, jak i jednostek wspierających 106 Dywizję, uniemożliwił LXVI Korpusowi korzystanie z głównych dróg, ale postęp grenadierów ludowych i tak nie zależał od nich. Ich głównymi problemami okazały się te same trudne warunki pogodowe i terenowe, które spowodowały nadanie priorytetu ofensywie w Ardenach. Płk Friedrich Kittel z 62 Dywizji utworzył batalion rowerowy, aby szybko uderzyć na Sankt Vith z Eigelscheid, ale śnieg, lód i błoto sprawiły, że nie był on skuteczny. Doświadczeni żołnierze-narciarze mogliby pokonać 18–25 km pokrytych śniegiem leśnych wąwozów od Schnee Eifel do Sankt Vith w ciągu jednego dnia, ale grenadierzy ludowi po prostu nie mieli takiego przeszkolenia ani sprzętu. Nie umieli nawet w pełni efektywnie wykorzystywać samobieżnych dział szturmowych. Nie byli więc w stanie wykonać starannie zaplanowanej serii kolejnych ataków w trudnym terenie.
Po stronie amerykańskiej znaczącymi wydarzeniami były decyzje gen. Courtneya Hodgesa, dowódcy 1 Armii i gen. Troya Middletona z VIII Korpusu, dowodzących siłami 7 i 9 Dywizji Pancernej w celu wsparcia obrony 106 Dywizji Piechoty. Middleton rzucił do walki także 168. batalion inżynierów z rezerwy Korpusu. Gen. Alan Jones, dowódca 106 Dywizji Piechoty, wysłał posiłki do Winterspelt i Schoenberga około południa. Doszło również do kontrataku 423 Pułku Piechoty pod dowództwem płk. Charlesa Cavendera, który ponownie zajął wioskę Bleialf. Bardziej znaczącym czynnikiem była jednak przerwa w komunikacji, która doprowadziła Jonesa do przekonania, że Middleton nie życzy sobie odwrotu od Schnee Eifel. Middleton tymczasem oznajmił innym, że Jones wyruszy ze 106 Dywizją na zachód od rzeki Our mniej więcej w tym samym czasie.
Przed świtem 17 grudnia niemiecki LXVI Korpus wznowił natarcie na rzekę Our. Winterspelt wspadło w ręce 62 Dywizji Grenadierów Ludowych wcześnie rano. Następnie Niemcy zbliżyli się do operacyjnie ważnego mostu w Steinebruck i przeszli po nim, ale zostali odrzuceni przez kontratak amerykańskiej 9 Dywizji Pancernej. Amerykanie zastanawiali się także nad odbiciem Winterspelt, ale Middleton nakazał generalny odwrót za rzekę Our. Gdy wojska niemieckie gromadziły się na przeciwległym brzegu, 9. Dywizja Pancerna wysadziła most 18 grudnia i przeszła na nową linię obronną z 7 Dywizją Pancerną po lewej i 424 Pułkiem 106 Dywizji Piechoty po prawej. Południowe ramię 18 Dywizji Grenadierów Ludowych zajęło Bleialf mniej więcej w tym samym czasie, co atak na Winterspelt. Północne ramię 18 Dywizji uderzyło zaś w Andler, otrzymując nieoczekiwaną pomoc od 6 Armii Pancernej SS. Ogromna ilość ciężkich opancerzonych pojazdów bojowych ukazała żołnierzom, nie wiedzącym wcześniej, co się dzieje w obszarze na północ od 5 Armii Pancernej - sieć drogowa w północnej części strefy ataku nie była w stanie zapewnić odpowiedniej przepustowości, więc pojazdy 506. batalionu czołgów ciężkich wędrowały na południe, w rejon 5 Armii, w poszukiwaniu wolnej drogi na zachód. Należące do tej jednostki Tygrysy Królewskie były powolne i miały tak dużą masę, że mogły zagrozić każdemu mostowi, który przekraczały. Jednak w walce byli praktycznie nie do powstrzymania i z łatwością rozgromili lekkie kawaleryjskie oddziały 32. szwadronu utrzymującego Andler. Stamtąd oddziały 18 Dywizji Grenadierów Ludowych ruszyły w kierunku Schoenberga. Czołgi ciężkie z 506. batalionu nie dołączyły do nich, tworząc korki na wąskich uliczkach Andler. Zator został powiększony o dodatkowy ruch pojazdów z 6 Armii Pancernej, blokując postęp znacznie skuteczniej, niż siły amerykańskie. Andler, Schoenberg oraz drogi wokół miast Sankt Vith i Rodt były scenami zatorów drogowych, które przyciągnęły osobistą interwencję większości dowódców polowych w rejonie Sankt Vith, wszystkie okazały się jednak bezskuteczne. Gen. Lucht z LXVI Korpusu był pierwszym dowódcą, który bezskutecznie próbował usunąć korek drogowy w Andler, ale nie ostatnim.
18 Dywizja Grenadierów Ludowych zdobyła most w Schoenbergu o 8:45, odcinając amerykańskie jednostki artyleryjskie próbujące wycofać się na zachód od rzeki Our. Południowe ramię manewru okrążającego 18 Dywizji, zbliżające się z Bleialf wobec rozproszonego amerykańskiego oporu, było wolniejsze niż natarcie grupy północnej. W rezultacie pułapka Manteuffela na Schnee Eifel nie została zamknięta aż do zmroku 17 grudnia. Gen. Jones dał żołnierzom na wschód od rzeki Our pozwolenie na wycofanie się o 9:45, ale było już za późno na zorganizowanie odwrotu. Ten rozkaz i powolne niemieckie ramię południowe dało Amerykanom większą szansę na ucieczkę, ale ponieważ przybyli w nieznaną im okolicę i mieli niewiele kompasów lub map, większość nie była w stanie skorzystać z tej możliwości. Amerykańskie pozycje na wschód od Our stały się kotłem Schnee Eifel.

### Kapitulacja kotła Schnee Eifel, 19–21 grudnia 1944 r.

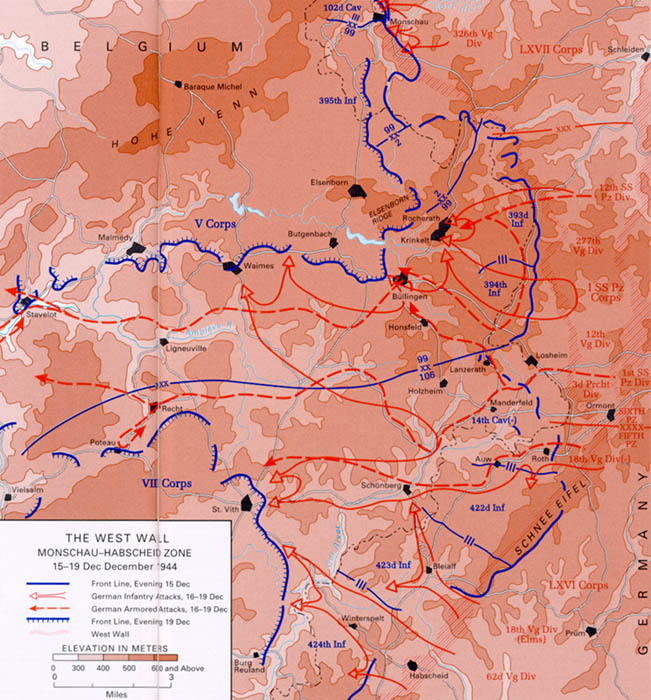
Obszar Sankt Vith i okolice, 15-19 grudnia 1944 r.

Po niemieckich atakach, które rozeszły się wokół ich pozycji, dwa pułki 106 Dywizji, 422 i 423 pozostały na miejscu, ponieważ dotarły do nich informacje, że Niemcy rzucą przeciwko nim artylerię i patrole, podobnie jak przeciwko innymi dywizjom zajmującym pozycyjne na linii frontu. Wydawało się, że cała niemiecka aktywność podczas nowej ofensywy podążała za tym schematem, a ponieważ komunikacja z kwaterą główną w Sankt Vith prawie nie była dostępna, Amerykanie pozostali w większości bezczynni. Nieliczne otrzymane wiadomości wskazywały na to, że mogli się wycofać, ale liczono wciąż, że kontrataki 7 i 9 Dywizji Pancernej usuną Niemców z tego obszaru. Dopiero o 2:15 w nocy 18 grudnia obrońcy Schnee Eifel otrzymali od gen. Jonesa rozkaz wycofania się na zachód wzdłuż drogi Bleialf-Schoenberg-Sankt Vith, oczyszczając przy tym trasę odwrotu od Niemców. O 10:00 rano rozpoczęła się próba wyłomu kierowana przez płk. Cavendera prowadzącego atak 423 Pułku Piechoty. Do zmroku oba pułki dywizji pokonały ok. 4,5 km do podstawy grzbietu tworzącego wschodnią stronę doliny rzeki Our i były gotowe do dalszego ataku oraz zdobycia mostu w Schoenbergu o 10:00 rano następnego dnia. Jednak o 9:00 rano 19 grudnia amerykańskie pozycje znalazły się pod ostrzałem artyleryjskim, a 18 Dywizja Grenadierów Ludowych wyparła 590. batalion artylerii polowej, który miał zapewnić wsparcie dla amerykańskiego ataku. Natarcie rozpoczęło się o 10:00 rano, ale trafiło pod ostrzał dział pancernych i 20mm działek przeciwlotniczych z opancerzonych pojazdów bojowych na wysoko położonych pozycjach. Grenadierzy ludowi kontratakowali z flanki, strzelając z broni ręcznej. Chwilę potem pojawiły się za nimi czołgi Führerbegleitbrigade, które trafiły tam przypadkowo, próbując objechać korek w Schoenbergu. Amerykanie znaleźli się pod ostrzałem ze wszystkich stron i brakowało im amunicji. W tym momencie płk Descheneaux, dowódca 422 Pułku Piechoty postanowił poddać siły amerykańskie w kotle. O 16:00 kapitulacja została sformalizowana, a dwa pułki 106 Dywizji i wszystkie ich jednostki wspierające, około 7 tys. żołnierzy, stali się jeńcami armii niemieckiej. Inna grupa rozproszonych żołnierzy amerykańskich pod dowództwem mjr. Ouellette, licząca około 500 ludzi poddała się później, lecz przed godziną 8:00 rano 21 grudnia wszystkie próby stawiania oporu przez siły amerykańskie w kotle Schnee Eifel zakończyły się. Oznaczało to największą kapitulację sił amerykańskich w Europie podczas II wojny światowej.

### Upadek St. Vith, 21 grudnia 1944 r.

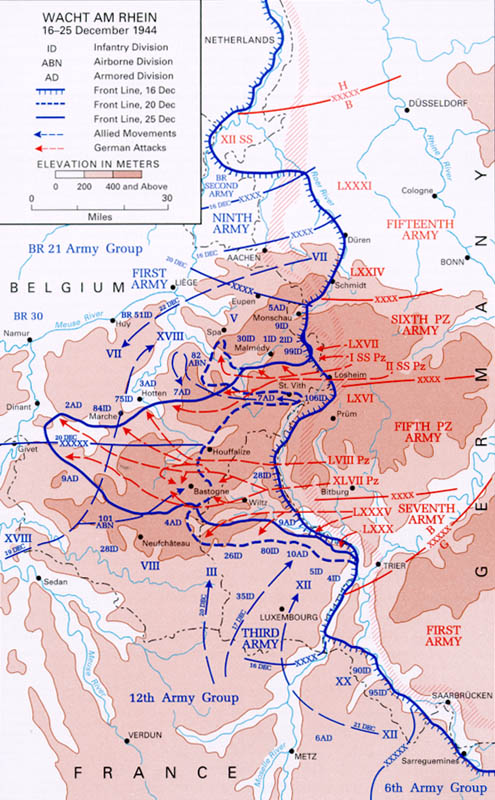
Postępy niemieckiej ofensywy w Ardenach, 16–25 grudnia 1944 r.

Gdy pierścień okrążenia zacisnął się wokół Schnee Eifel 17 grudnia, nastąpiła szybka zmiana w kwaterze głównej 106 Dywizji w Sankt Vith. Gen. Bruce  Clarke, dowódca Grupy Bojowej B 7 Dywizji Pancernej przybył rano z wiadomością, że jego oddziały są w drodze do Sankt Vith, ale prawdopodobnie przybędzie dopiero późnym popołudniem. To była zła wiadomość dla gen. Jonesa, który liczył na szybkie uwolnienie się od problemów dzięki przybyciu zorganizowanych posiłków. Sytuacji nie poprawiło pojawienie się zdemoralizowanego płk. Devine'a z wiadomością, że niemieckie czołgi Tygrys jechały tuż za nim. Wraz z pojawieniem się niemieckich zwiadowców na wzgórzach na wschód od miasta, gen. Jones zdecydował, że dalsza walka nie ma sensu. Powiedział Clarke'owi: „Rzuciłem ostatnie żetony” i przekazał mu obronę obszaru. Clarke uznał, że jego pierwszym zadaniem jest przejecie dowodzenia w Sankt Vith i udał się do wojsk stojących na zakorkowanej drodze Rodt-Sankt Vith, aby skłonić je do przejścia do Sankt Vith. Do północy 17-go udało mu się stworzyć zarys linii obronnej w kształcie podkowy wokół Sankt Vith, ustawiając jednostki na północ, wschód i południe od miasta. Siły te pochodziły głównie z 7 i 9 Dywizji Pancernej, ale obejmowały także żołnierzy z 424 Pułku 106 Dywizji Piechoty oraz różnych batalionów artylerii, czołgów i niszczycieli czołgów.
Gdy Clarke przebijał się przez korki na zachód od Sankt Vith, Model i Manteuffel robili to samo w korkach na wschód od Schoenberga. Spotykając Manteuffela w zamieszaniu, Model nakazał mu zdobycie Sankt Vith 18 grudnia, oddając mu dowództwo nad Führerbegleitbrigade, aby upewnić się, że cel zostanie osiągnięty. Tak się jednak nie stało, bo brygada pancerna ugrzęzła w korkach, a 18 i 62 Dywizja Grenadierów Ludowych były związane walką przy likwidowaniu kotła Schnee Eifel i przebudową mostu w Steinbruck. Zmechanizowany batalion inżynieryjny 18 Dywizji wspierany przez grupę z 1 Dywizji Pancernej SS „Leibstandarte SS Adolf Hitler” atakował od północy, ale został odrzucony przez kontrataki 7 i 9 Dywizji Pancernej.
Ostatni atak na Sankt Vith został opóźniony aż do 21 grudnia, lecz do tego czasu miasto stało się bardziej ciężarem niż atutem w amerykańskich liniach obronnych. Ataki 1 Dywizji Pancernej SS przecięły drogę Rodt-Sankt Vith, a natarcie LVIII Korpusu Pancernego na południe od Sankt Vith zagroziło połączeniem dwóch ramion manewru okrążającego w Vielsalm, 18 km na zachód od Sankt Vith, co zaskutkowałoby uwięzieniem większości sił 1 Armii. Niemiecki atak rozpoczął się o godzinie 15:00 ciężkim ostrzałem artyleryjskim. Punktem kulminacyjnym natarcia był po raz kolejny wędrujący niemiecki 506. batalion czołgów ciężkich. Sześciu maszyn z tej jednostki zaatakowało z drogi Schoenberg-Sankt Vith na wprost amerykańskich pozycji w Prumbergu. Po zmroku, który nastąpił o godz. 17:00, czołgi Tygrysa wystrzeliły pociski smugowe, oślepiając obrońców, a następnie pociskami przeciwpancernymi zniszczyły wszystkie amerykańskie pojazdy. Ok. godz. 21:30 Clarke, który wcześniej powiedział: „Ten teren nie jest dla mnie warty ani grosza”, rozkazał siłom amerykańskim wycofać się na zachód. Wojska niemieckie wkraczały do miasta, plądrując pozostawione na miejscu amerykańskie zapasy i sprzęt, tworząc w ten sposób kolejny korek, który uniemożliwił ściganie wycofujących się Amerykanów.

## Następstwa

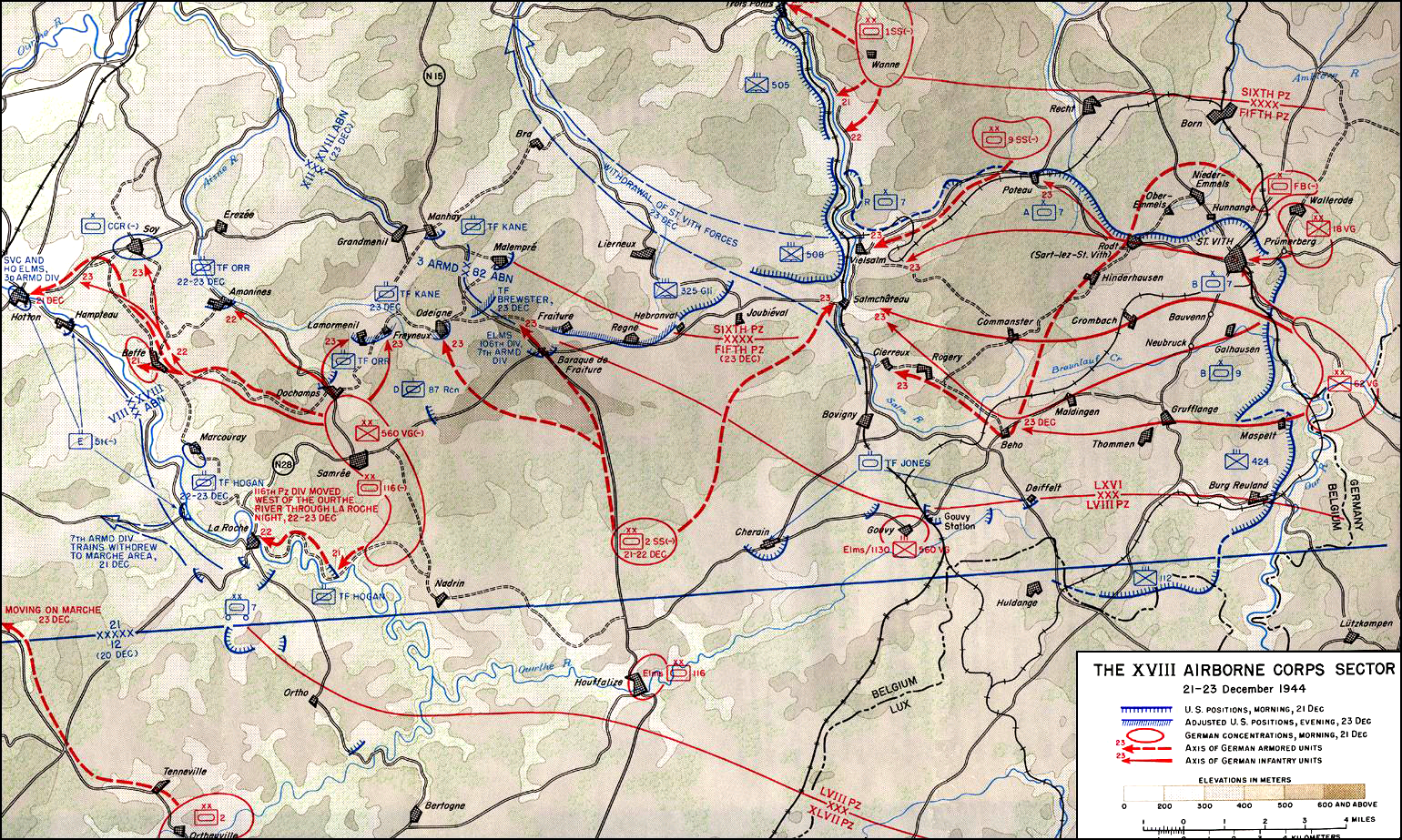
Mapa sektora XVIII Korpusu Powietrznodesantowego, 21–23 grudnia 1944 r. Ostateczne wycofanie sił amerykańskich z wybrzuszenia frontu wokół Sankt Vith

20 grudnia feldmarsz. Bernard Law Montgomery, dowódca 21 Grupy Armii, otrzymał dowództwo nad wszystkimi wojskami na północ od obszaru niemieckiego natarcia. Zrobiono to, aby poprawić komunikację i dlatego, że Montgomery trzymał w tej bitwie asa w rękawie, nieprzydzieloną do żadnej armii rezerwę, brytyjski XXX Korpus. Tego samego dnia siły 82 Dywizji Powietrznodesantowej pod dowództwem gen. Jamesa Gavina nawiązały kontakt z 7 Dywizją Pancerną. Zrobiono to po raz kolejny, aby poprawić komunikację i ustawić bezpieczną linię zaopatrzeniową z tyłu. Gen. Ridgeway przybył do Vielsalm 22 grudnia, wkrótce po wyparciu wojsk amerykańskich z Sankt Vith. Wiedział o tym, że Montgomery już zdecydował się wycofać z tego obszaru, widząc groźbę większego okrążenia sił amerykańskich i mając nadzieję zgromadzić rezerwę na zachód od Mozy, aby w końcu zatrzymać natarcie Niemców, a jednocześnie wyeliminować wrażliwe wybrzuszenia w liniach alianckich.
Amerykańscy dowódcy mieli nadzieję, że użyją Sankt Vith jako punktu wyjścia do ataku na Malmedy. To umożliwiłoby otoczenie niemieckiej 6 Armii Pancernej i zniszczyłoby wszelkie szanse na dalszy postęp niemieckiej ofensywy. Gen. Ridgway nadal był skłonny rozważyć zajmowanie w tym celu stanowisk w okolicy, ale rozmowy z lokalnymi dowódcami zmieniły jego zdanie. Zgłaszali oni wiele zastrzeżeń do możliwości zabezpieczenia tego obszaru: słabe drogi, złą komunikację i drogi zaopatrzeniowe, poważne straty bojowe, a także bezpośrednie niebezpieczeństwo odcięcia przez szybko przemieszczające się niemieckie dywizje pancerne. Gen. Hoge z 9 Dywizji Pancernej uznał nawet za mało prawdopodobne, że uda się wycofać z tego obszaru. Na szczęście dla Amerykanów po raz pierwszy w tej kampanii przyszła im z pomocą pogoda. 23 grudnia zimny wiatr z północnego wschodu i bezchmurna pogoda zamroziły ziemię, umożliwiając swobodny ruch pojazdów gąsienicowych i wykorzystanie przewagi w powietrzu. Siły amerykańskie były w stanie wycofać się na południowy zachód, przemieszczając się do Crombach, Beho, Bovigny i Vielsalm na zachód od rzeki Salm. Amerykanie mogli prześcignąć niemieckie czołgi i połączyć siły z XVIII Korpusem Powietrznodesantowym do 24 grudnia 1944 r..